# 皮什基亞鄉
45°54′N 21°20′E / 45.900°N 21.333°E
皮什基亞鄉（羅馬尼亞語：Comuna Pișchia, Timiș），是羅馬尼亞的鄉份，位於該國西部，由蒂米什縣負責管轄，面積124平方公里，海拔高度115米，2002年人口2,787，人口密度每平方公里23人。